# Sylvain Chomet
Pour les articles homonymes, voir Chomet.
Sylvain Chomet, né le 10 novembre 1963 à Maisons-Laffitte, est un dessinateur et scénariste de bande dessinée, et un réalisateur et un scénariste de films d'animation français.
Il est révélé en 1997 par son court-métrage La Vieille dame et les pigeons avant de se faire connaitre internationalement avec ses films Les Triplettes de Belleville et L'Illusioniste. Pour le premier il remporte le Lumière du meilleur film. Quant au second il est le premier réalisateur à obtenir le César du meilleur film d'animation, créé en 2011. Ces trois travaux lui ont chacun valu des nominations aux Oscars dans la catégorie animation.

## Biographie
Sylvain Chomet obtient son baccalauréat arts plastiques en 1982. Il sort diplômé de l'École des Beaux-Arts d'Angoulême en 1987.
L'année précédente, il publie sa première bande dessinée Le Secret des libellules chez Futuropolis puis, en collaboration avec Nicolas de Crécy, il sort une adaptation du premier roman de Victor Hugo Bug-Jargal.
Il part ensuite pour l'Angleterre où il réalise quelques spots publicitaires en free lance (Renault, Swissair, Swinton…). De retour en France, il réalise le clip vidéo Ça va, ça va pour le groupe vocal TSF.
Sylvain Chomet écrit ensuite le scénario de Le Pont dans la vase (Glénat), dessiné par Hubert Chevillard, puis celui de Léon la came (Casterman), avec Nicolas de Crécy.
En 1991, il entame la production de La Vieille Dame et les Pigeons avec la collaboration de Nicolas de Crécy aux décors. Il part ensuite pour le Canada et termine son film en 1996. Ce premier court-métrage rencontre un grand succès: Cristal du meilleur court métrage d'animation au Festival international du film d'animation d'Annecy, gagnant du Meilleur court métrage d'animation aux BAFTA. Il est également nommé aux César et aux Oscars dans la catégorie meilleur court métrage d'animation.
Il sort son premier long métrage en 2003 Les Triplettes de Belleville. Le film est présenté en Sélection officielle à l'ouverture du Festival de Cannes 2003. Il est nommé aux Oscar dans la catégorie Meilleur film d'animation et Meilleure chanson originale pour Belleville Rendez-vous  (écrite avec Benoit Charest et interprétée par Mathieu Chedid). Il est également nommé dans la catégorie Meilleur film aux César.
En 2004, il ouvre son propre studio d'animation à Édimbourg en Écosse, le studio Django.
En 2005, il passe à la caméra en réalisant, pour le film Paris, je t'aime, le court métrage 7e arrondissement (tour Eiffel) : « J'aurais bien voulu tourner dans le 14e arrondissement, mais au final, j'ai tourné dans le 7e arrondissement, dont personne ne semblait vouloir. C'est vrai que la Tour Eiffel n'est pas facile à cadrer, mais j'ai trouvé ça très intéressant »[réf. souhaitée].
En 2011, il produit et réalise à Édimbourg L'Illusionniste, basé sur un script inachevé de Jacques Tati et Henri Marquet. Tati l'avait écrit comme une lettre à sa fille aliénée,. Le film gagne de très nombreux prix dont le César du meilleur film d'animation. Il est également nommé aux Oscar et aux Golden Globes. Il est sélectionné à la Berlinale, au Festival international du film d'animation d'Annecy et au Toronto International Film Festival.
En 2013, il réalise un film en prises de vues réelles Attila Marcel, avec Guillaume Gouix, produit et distribué par Pathé.
En mars 2014, il réalise un couchgag (le dernier gag du générique, changeant à chaque épisode) pour la série américaine Les Simpson.
Sylvain Chomet entreprend ensuite la réalisation d'un spectacle musical adapté du film d'animation Les Triplettes de Belleville : Les Triplettes de Belleville dans Go Ouest. Il en est l'auteur, le metteur en scène et le co-compositeur. Il signe la musique en collaboration avec Dada et Franck Monbaylet. La tournée a lieu à l'automne 2014.
En 2015, il réalise le clip de la chanson Carmen pour Stromae, qui totalise plus de 117 millions de vues sur Youtube.
En 2022, Sylvain Chomet se consacre à son nouveau long métrage d'animation Marcel et Monsieur Pagnol, un biopic qui narre la suite des souvenirs d'enfance du célèbre écrivain Marcel Pagnol, produit par What The Prod et Onyx Films. La sortie est prévue en 2025.
En 2024, le réalisateur Todd Phillipps l'engage pour signer la séquence d'ouverture de sa comédie-musicale noire Joker : Folie à Deux avec Joaquim Phoenix et Lady Gaga. 

## Œuvres

### Bandes dessinées
- Le Secret des libellules, Futuropolis, 1986
Scénario, dessin et couleurs : Sylvain Chomet
- Bug Jargal, Ikusager, janvier 1989
Scénario : Sylvain Chomet - Dessin : Nicolas de Crécy - Couleurs : Nicolas de Crécy
- 1 Le Pont dans la vase T1 l'anguille, Glénat, septembre 1993
Scénario : Sylvain Chomet - Dessin : Hubert Chevillard - Couleurs : Zaza et Zik
- 1 Léon la came, Casterman, janvier 1995
Scénario : Sylvain Chomet - Dessin et couleurs : Nicolas de Crécy
- 2 Le Pont dans la vase T2 Orlandus, Glénat, juillet 1995
Scénario : Sylvain Chomet - Dessin : Hubert Chevillard - Couleurs : Zaza et Zik
- 2 Léon la came T2 Laid, pauvre et malade, Casterman, janvier 1997
Scénario : Sylvain Chomet - Dessin et couleurs : Nicolas de Crécy
- 3 Le Pont dans la vase Malocchio[12], Glénat, juin 1998
Scénario : Sylvain Chomet - Dessin : Hubert Chevillard - Couleurs : Hubert Chevillard, Janet Gale
- 3 Léon la came T3 Priez pour nous, Casterman, avril 1998
Scénario : Sylvain Chomet - Dessin et couleurs : Nicolas de Crécy
- 4 Le Pont dans la vase T4 Barthélemy, Glénat, janvier 2003
Scénario : Sylvain Chomet - Dessin : Hubert Chevillard - Couleurs : Samuel Dhaussy, Monica Langlois

### Longs métrages
- 2003 : Les Triplettes de Belleville
- 2006 : Paris, je t'aime - segment Tour Eiffel
- 2010 : L'Illusionniste
- 2013 : Attila Marcel
- 2024 : Joker : Folie à Deux - séquence d'ouverture uniquement
- 2025 : Marcel et Monsieur Pagnol
- A venir : The Thousand Miles

### Courts métrages
- 1992 : Le Champion
- 1996 : La Vieille Dame et les Pigeons
- 2012 : Titeuf - Une aide
- 2016 : Merci Monsieur Imada

### Spectacle musical
- 2014 : Les Triplettes de Belleville dans Go Ouest

### Séries d'animation
- 2014 :  Les Simpson : épisode Diggs (gag du canapé)

### Clips
- 1990 : Ça va, ça va de TSF
- 2015 :  Carmen de Stromae

## Distinctions

### Récompenses
- 1995 : Prix René Goscinny pour Léon la came.
- 1996 : Alph-Art du meilleur album français du festival d'Angoulême 1998 pour Léon la came[13].
- 1997 : Cristal d'Annecy (court métrage), lors du Festival international du film d'animation d'Annecy pour La Vieille Dame et les Pigeons.
- 1997 : Meilleur court métrage d'animation, lors des BAFTA Awards pour La Vieille Dame et les Pigeons.
- 2003 : NYFCC Award du meilleur film d'animation pour Les Triplettes de Belleville.
- 2004 : Étoiles d'or du cinéma français du meilleur film pour Les Triplettes de Belleville.
- 2004 : Lumière du meilleur film pour Les Triplettes de Belleville.
- 2005 : Prix Génie du meilleur film pour Les Triplettes de Belleville.
- 2010 : Grand Prix du cinéma européen du meilleur film d'animation pour L'Illusionniste
- 2011 : César du meilleur film d'animation pour L'Illusionniste.

### Nominations
- 1997 : Oscar du meilleur court-métrage d'animation pour La Vieille Dame et les Pigeons.
- 2003 : Oscar du meilleur film d'animation pour Les Triplettes de Belleville.
- 2004 : César du meilleur film pour Les Triplettes de Belleville.
- 2011 : Oscar du meilleur film d'animation pour L'Illusionniste